# Бийяр, Эмиль
Эмиль Бийяр (фр. Émile Billard) — французский яхтсмен, чемпион летних Олимпийских игр 1900.
На Играх Бийяр на яхте Estérel соревновался в классе яхт водоизмещением 10—20 т. Его команда, выиграв две гонки и заняв один раз второе место, в итоге стала лучшей, получив золотые медали.